# Michael Nnachi Okoro
Michael Nnachi Okoro (ur. 1 listopada 1940 w Adiabo) – nigeryjski duchowny rzymskokatolicki, w latach 1983–2021 biskup Abakaliki.

## Życiorys
Święcenia kapłańskie przyjął 19 grudnia 1965. 27 czerwca 1977 został prekonizowany biskupem pomocniczym Abakaliki ze stolicą tytularną Catabum Castra. Sakrę biskupią otrzymał 27 listopada 1977. 19 lutego 1983 objął urząd biskupa diecezjalnego.